# Screwed the Pooch
"Screwed the Pooch" (em português, "Cobrindo a Cadela") é o 41º episódio de Uma Família da Pesada. Foi exibido originalmente em 29 de novembro de 2001 nos Estados Unidos, e mostra os Griffins durante uma visita à casa dos pais de Lois, os Pewterschmidts. Lá, Brian tem relações sexuais com a cadela da família, Brisa Marítima, causando sua gravidez e fazendo com que Carter Pewterschmidt não permita que Brian veja a cadela novamente. Brian decide processar Carter para ganhar a custódia dos filhotes. Bob Barker, formalmente como apresentador de The Price is Right, faz uma pequena aparição no episódio.
O episódio foi escrito por Dave Collard e Ken Goin, e dirigido por Pete Michaels.

## Enredo
A família Griffin planeja as férias para visitar os ricos pais de Lois, para o desgosto de Peter, já que seu sogro o odeia intensamente. Enquanto isso, a libido de Brian fica excepcionalmente forte nos últimos dias, deixando-o estressado, especialmente após farejar a cauda de uma cadela atraente do parque. Peter e Lois não percebem o estado de Brian até que percebem que ele está se masturbando no banheiro. Lois insiste que isso é natural, e sugere que o cão acompanhe a família na viagem. Inicialmente, ele pensa em recusar, mas decide ir com os Griffins, pois se ficasse, haveria um programa intitulado Os Cachorros Mais Sacanas do Mundo.
Após a chegada, Brian é apresentado à galgo inglês, Brisa Marítima, a qual ele acha atraente. Peter joga uma partida de poker com Carter, que está irritado, e ajuda-o a ganhar a CNN de Ted Turner, e acaba ganhando respeito de seu sogro. Mais tarde, Carter e Peter, juntamente com outros companheiros de poker, Michael Eisner e Bill Gates, vão amassar caixas de correio para ter uma "diversão extra."
Pouco depois, a cordialidade entre Peter e Carter é arruinada quando, durante uma corrida de galgos ingleses, envolvendo Brisa Marítima, salta no autódromo, corre até a cadela e tem relações sexuais com ela, causando a sua perda. Brisa Marítima acaba engravidando, e Brian se sente culpado imediatamente. Repreendido que sua relação com Carter está arruinada por causa disso, Peter jura que nunca mais falará com Brian novamente e fica um bom tempo ignorando-o, e se prende em uma bolha de plástico (o que acaba não dando certo, após Peter peidar na bolha e, sem aguentar, decide sair de lá). Determinado a se tornar responsável, Brian diz que cuidará dos filhotes, mas Carter desaprova, fazendo com que os dois cães fujam, para que pudessem cuidar sozinhos dos cachorrinhos.
Com a ajuda de Eisner e Gates, Brisa Marítima e Brian são rastreados em um quarto de motel, onde eles se escondem. O caso rapidamente vai para a justiça, Carter e seus advogados falam sobre os detalhes mesquinhos do passado de Brian, destruindo sua personalidade e suas chances de ganhar a custórdia. Percebendo a aparente perda, Peter deixa seu ódio de lado e insiste ao dizer que Brian pode ser um bom pai (supostamente uma vingança contra Carter, por anos de abuso sofrido), e consegue provar isso ao dizer que seu amigo sabe muitas coisas sobre as crianças da família Griffin. O juiz é convencido e lhe dá a custódia, embora insista que Brian deve ser castrado para evitar outro acidente.
Assim que Brian entra na sala de cirurgia, ele, Lois e Peter descobrem que os filhotes nasceram e eles não são do cão, e sim, de Ted Turner. Percebendo que Turner fecundou Brisa Marítima em uma vingança por perder na partida de poker, Carter fica nervoso e humilhado e chama a cadela de biscate, abandonando-a. Ao saber que não é pai, Brian decide não fazer a cirurgia, e os três voltam para casa. Peter encerra o episódio ao confessar que pensava que cachorrros botavam ovos.